# FIFE Guinée
Pour les articles homonymes, voir FIFE.
Le FIFE (Festival International du Film Espoir) est un festival annuel de cinéma qui se tient dans plusieurs pays africains, en Amérique et dans quelques pays européens. Fondé en 2022 par Abdoulaye Bamba, le festival a pour objectif de promouvoir les films africains à l'international tout en introduisant des films internationaux sur le continent africain. Il cherche à favoriser le dialogue interculturel à travers le cinéma, en abordant des thèmes sociaux et politiques tels que les droits de l’homme, la paix, l’écologie et la lutte contre le racisme.

## Historique

### Première édition (2022)
La première édition du FIFE a eu lieu en 2022, avec des projections dans plusieurs villes, notamment Abidjan, Washington, Paris et Lille. Ce festival a vu la participation de films provenant de plusieurs continents et a mis en lumière des sujets tels que la discrimination raciale et les inégalités sociales. Le festival a été salué pour son engagement à présenter des œuvres reflétant les défis contemporains tout en créant une plateforme pour les cinéastes émergents.

### Expansion et première édition FIFE Guinée (2023)
En 2023, le FIFE a élargi son champ d'action en intégrant de nouvelles villes africaines telles que Bamako et Conakry, marquant le début de la première édition du festival en Guinée. Cet événement a renforcé la présence du festival sur le continent, mettant en avant des films qui abordent des thématiques sociales et politiques fortes. Le FIFE Guinée a joué un rôle essentiel en réunissant des cinéastes engagés et un public avide de découvrir des œuvres socialement pertinentes, consolidant ainsi la réputation du festival comme un rendez-vous incontournable pour le cinéma d'impact.

## Objectifs et vision
Le FIFE Guinée se distingue par sa mission de promouvoir un cinéma qui non seulement divertit, mais qui éduque et sensibilise également. En mettant en avant des œuvres qui traitent de thèmes aussi divers que les droits de l’homme, la justice sociale, et la préservation de l’environnement, le festival aspire à être un moteur de changement à travers l’art cinématographique.

## Récompenses
Parmi les récompenses décernées lors du FIFE Guinée, on trouve le prix du :
- meilleur film ;
- meilleur réalisateur ;
- meilleur acteur.

Ces distinctions visent à encourager et à reconnaître les talents qui utilisent le cinéma comme un outil de réflexion et de transformation sociale.